# Радио-арт
Радио-арт — направление современного искусства, относится к промежуточной художественной форме, в которой радио используется в качестве выразительного средства, как по своей физической форме, так и по функции в качестве среды приёма целевых излучаемых радиоволн.
Радио искусство может быть выражено, например, в форме перформанса, инсталляции, радиопостановки, или в форме саун-арта. Очень немногие художники называют себя исключительно творцами в направлении радио-арта. Многие из них представляют изобразительное искусство, перформанс, саунд-арт, экспериментальную или импровизированную музыку или имели опыт общения с аудиторией в эфирах комьюнити-радио. Из-за этой связи они используют радиотехнологию с целью интеграции их в художественные композиции. Радио-искусство часто использует элементы других художественных форм, и превращает их в новый художественный жанр.

## Появление радио-искусства
Экспериментальное и художественное использование средства радиосвязи, которое вышло за пределы его возможностей в качестве передающего устройства информации, началось вскоре после появления радио в 1920-х годах. Например, в 1929 году Бертольт Брехт попытался использовать радиосреду в качестве средства самопознания со своим модернистском театре Lehrstück в постановке Der Flug der Lindberghs, посвящённая полёту Чарльза Линдберга над Атлантикой, которая транслировалась как радиоэксперимент. Слушатели должны стать соучастниками действия Брехта. Таким образом, все роли, кроме одной, транслируются по «Радио», согласно сценарию, слушатель являлся главным героем пьесы играя роль самого Чарльза Линдберга.
Ранним примером радио-искусства является инсталляция Drive-in Music, которую художник Макс Нейгауз реализовал в 1967 году. На трассе длиной 600 метров в Буффало, штат Нью-Йорк, компания Neuhaus установила на деревьях 20 передатчиков радиоволн с различными звуками, генерируемыми в условиях окружающей среды. Водители получали разные звуковые сигналы на определённой радиочастоте в зависимости от скорости, направления движения, времени суток и погодных условий. В дополнение к аспектам пространства и времени, в эту звуковую инсталляцию концептуально включены движение и визуализация. Эта установка используется технические элементы автокинотеатров, который предают видеоряд визуально, а для прослушивания звуковой дорожки используют радио частоты автомобильного радиоприёмника.
В начале 1980-х годов голландский художник Fluxus Виллем де Риддер, для общественного вещания одной из радиостанций Голландии выпускает сериал под названием «Радио Арт».
3 декабря 1987 года впервые на сегодняшний день была запущенна серия еженедельных программ под названием Kunstradio — Radiokunst, посвящённая радио-арту на австрийской общественной радиостанции Österreichischer Rundfunk.
Большая часть работ радио-арта производится специально для художественного радио. С августа 2016 года существует редакция отдела «Радио Арт» на Deutschlandradio Kultur в Германии.

## Формы радиоискусства

### Радио Арт в эфире
Передачи о радио-арте
- Радиа[6][Anm. 1], серия передач

- Кунстрадио — Радио Арт на станции Ö1
- Студия акустического искусства на WDR 3
- Sound Art[7] на Deutschlandfunk Kultur

Арт-радиостанции
- Resonance FM Лондон, Великобритания
- Soundart Radio Девон, Великобритания[8][Anm. 2]
- Wave Farm WGXC 90,7-FM, Нью — Йорк, США[9][Anm. 3]

Временные радиостанции
- Радио_Коперник[10]
- SAVVY Funk, 2017 в Берлине, часть выставки Dokumenta 14[11]

### Радио-искусство на фестивалях
Тот факт, что создание ради-арта также стирало границы между изобразительным искусством, литературой, музыкой и звуковыми инсталляциями в искусстве, подтвердила выставка 8. Documenta 1987 года с большой аудиотекой, куратором которой выступил Клаус Шенинг. Для 30-й биеннале в Сан-Пауло 2012 года радиохудожники Сара Вашингтон и Кнут Ауферманн создали трёхмесячную радиопрограмму как временное произведение искусства под названием Mobile Radio BSP.
Фестивали радио-искусства:
- zeitgleich, 1994[12]
- Waves: The «Art + Communication», организованный RIXC в Риге 2006[13]
- AV Festival, 2008[14]
- Ежегодный фестиваль радиофрении в Глазго с 2015 года[15]
- Radio Revolten, 2006 и 2016 в Галле / Заале[16]

### Обучение
- Учебная программа Экспериментального радио в Баухаузском университете Веймара[17]